# Aslı İnandık
Aslı İnandık (* 3. Oktober 1989 in Ankara) ist eine türkische Schauspielerin.

## Leben und Karriere
İnandık wurde am 3. Oktober 1989 in Ankara geboren. Sie besuchte die Ankara Fine Arts High School. Dann studierte sie an der Gazi Üniversitesi. Danach setzte sie ihr Studium an der Ankara Üniversitesi fort. Ihr Debüt gab sie 2014 in der Fernsehserie Yalan Dünya. Anschließend trat İnandık in der Serie Yıldızlar Şahidim auf. 2015 war sie in dem Film Şevkat Yerimdar 2 zu sehen. Außerdem bekam sie 2019 in Benim Tatlı Yalanım die Hauptrolle. Ihre nächste Hauptrolle bekam sie in dem Film Aslı Gibidir. Im selben Jahr bekam sie für den Film Soluk eine Auszeichnung bei der 56th Antalya Golden Orange Film Festival als beste Nebendarstellerin.

## Theater
- 2018: Köleler Adası
- 2020: Waterproof

## Filmografie
Filme
- 2016: Şevkat Yerimdar 2
- 2018: Cici Babam
- 2019: Aslı Gibidir
- 2019: Soluk
- 2022: Bir Türk Masalı
- 2023: Oregon

Serien
- 2014: Yalan Dünya
- 2017: Güldür Güldür
- 2017: Yıldızlar Şahidim
- 2019: Benim Tatlı Yalanım
- 2020: Menajerimi Ara